# Trell Kimmons
David "Trell" Kimmons (Coldwater, 13 de julho de 1985) é um atleta norte-americano, especialista nos 100 metros rasos.
No Mundial Júnior de 2004, foi medalha de ouro nos 4x100m rasos, batendo o recorde mundial júnior. Sua melhor marca nos 100 metros é de 9s95, obtidos em 2010. No Mundial de Doha 2010, ficou em 4º lugar nos 60 metros rasos.
Em 2012, se classificou nas seletivas americanas para participar dos Jogos Olímpicos de Londres 2012 no revezamento 4x100 m rasos, onde obteve a medalha de prata. Porém, em maio de 2015 a equipe foi desclassificada após a confirmação de doping de Tyson Gay, outro membro da equipe, por uso de esteroides.